# Musée juif de Londres
Le Musée juif de Londres (Jewish Museum) est un ancien musée sur la vie quotidienne et l'art juifs, installé au 129-131, Albert Street, dans le quartier de Camden Town.

## Historique
Le Musée juif de Londres a été fondé en 1932, à Bloomsbury. Il a emménagé en 1995 à Camden Town. Il existait un musée associé à Finchley, dirigé par le même organisme et installé dans le Sternberg Centre, qui a fermé en 2007.
Parmi les œuvres exposées, se trouve la lampe Lindo (en), une hanoukkia britannique vieille de trois siècles.
Le musée a acquis en 2009 une gouache de Marc Chagall.
En 2023, faisant face à des difficultés financières rendant difficile son maintien tel quel, le musée ferme, envisageant une réouverture future dans des locaux davantage adaptés.
Entre 1996 et 2015 il existait un Musée militaire juif à Londres, dans le quartier de Hendon, consacré aux Juifs qui servaient dans les forces armées en Grande-Bretagne. Après sa fermeture, la collection fut transférée au Musée juif de Londres.

## Galerie

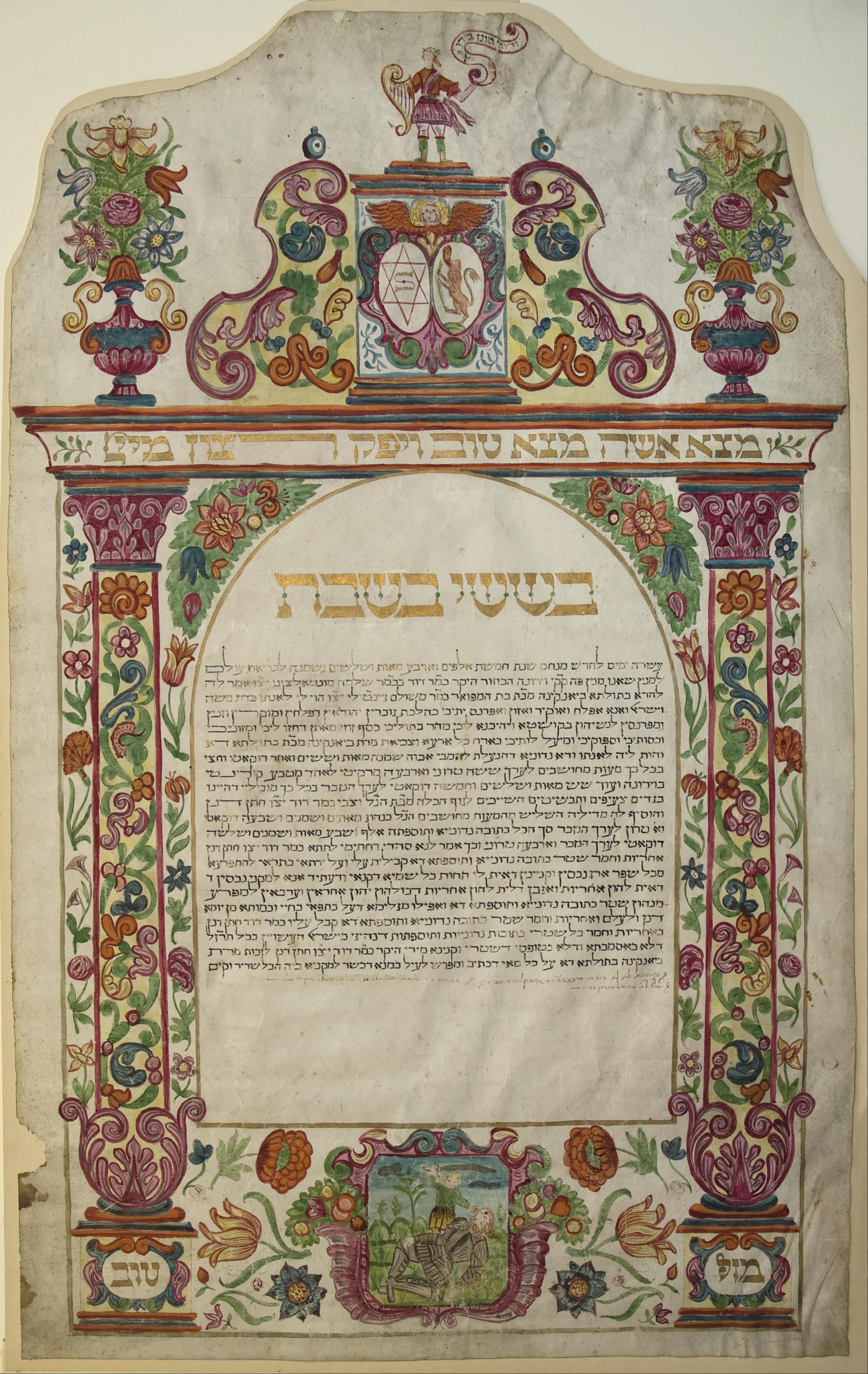
Une ketouba de 1678 (Vérone)
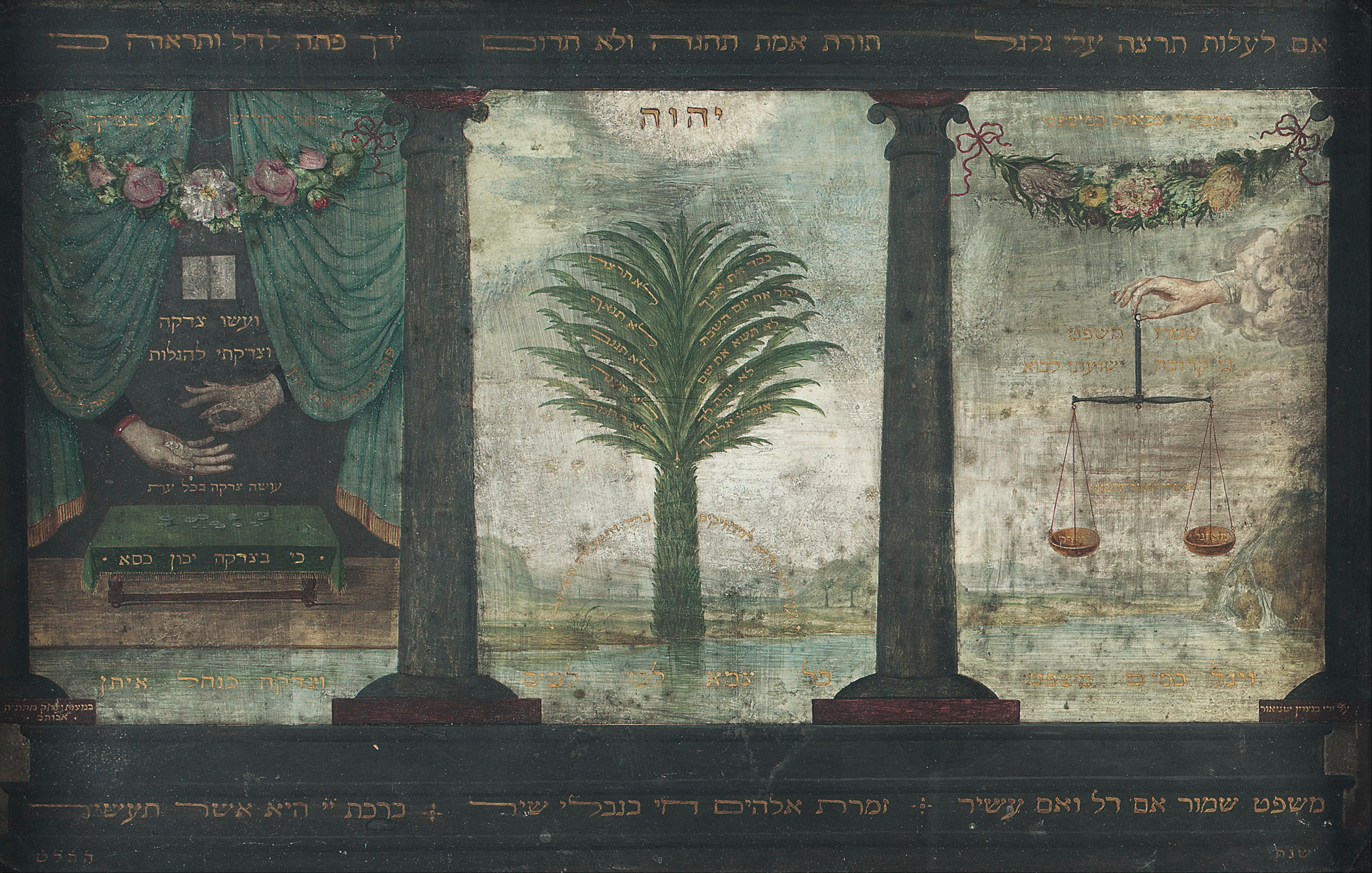
Scenes from the Life of Isaac, par Benjamin Senior Godines
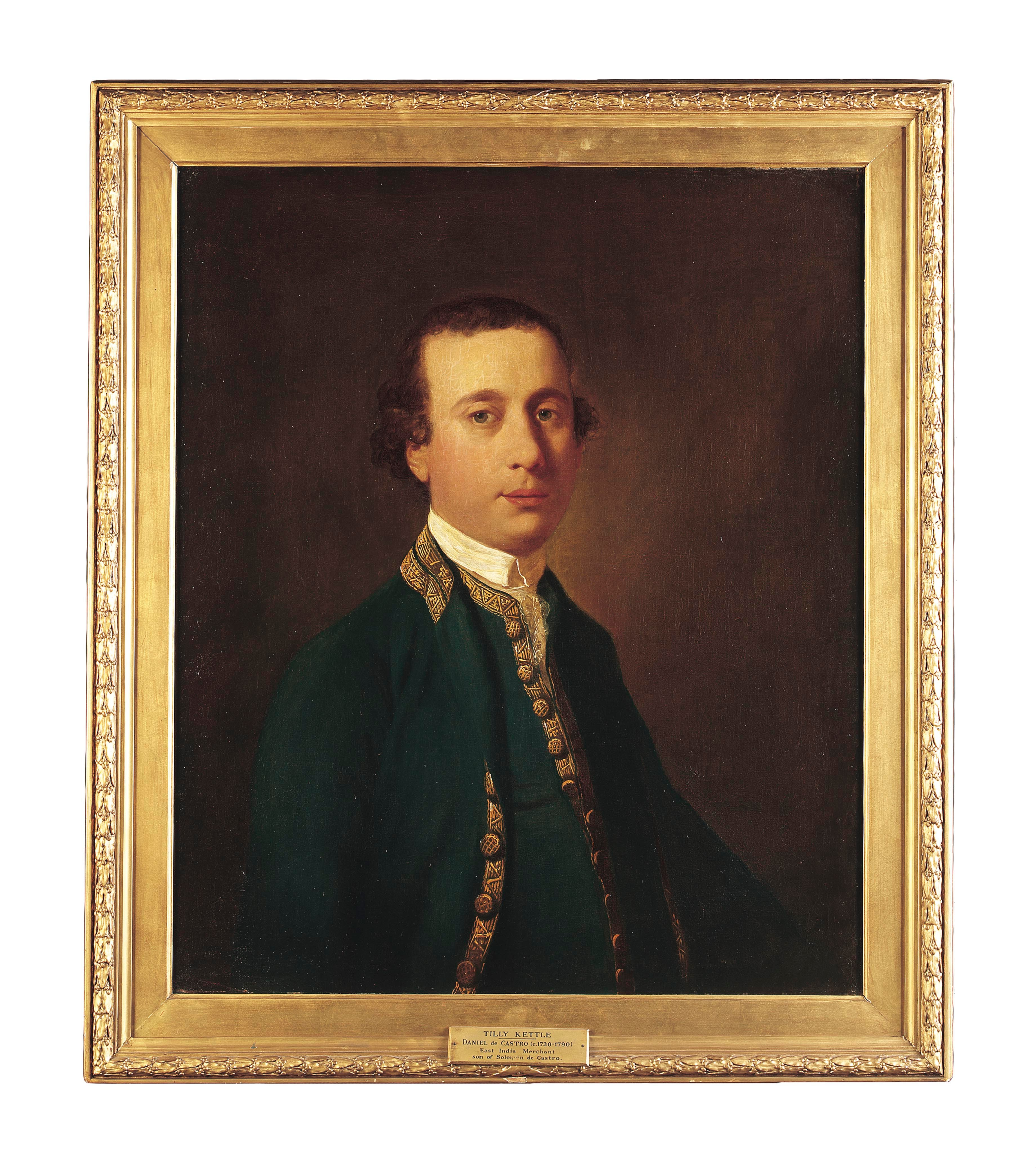
Daniel de Castro, par Tilly Kettle (en)
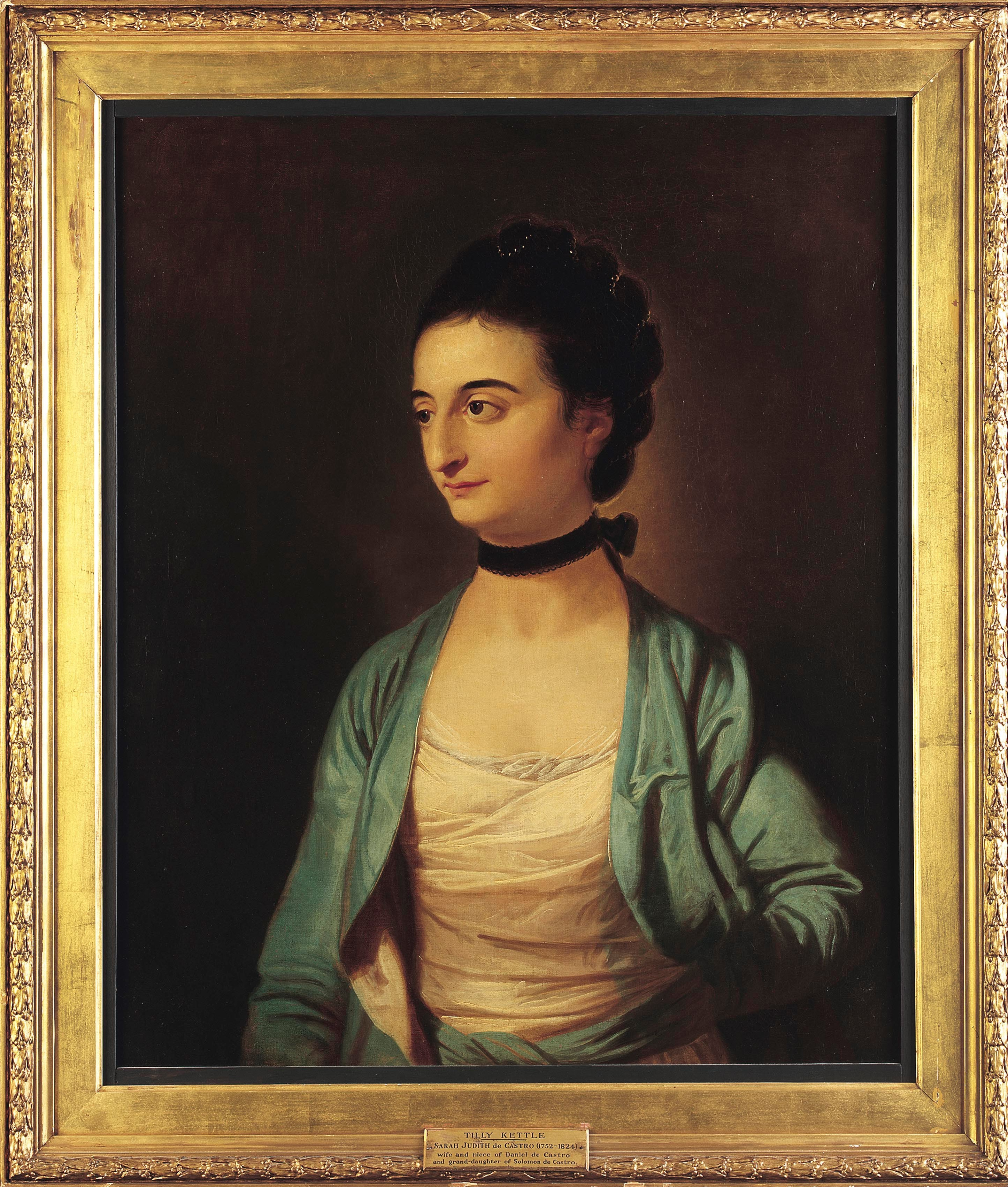
Sarah Judith de Castro, par Tilly Kettle
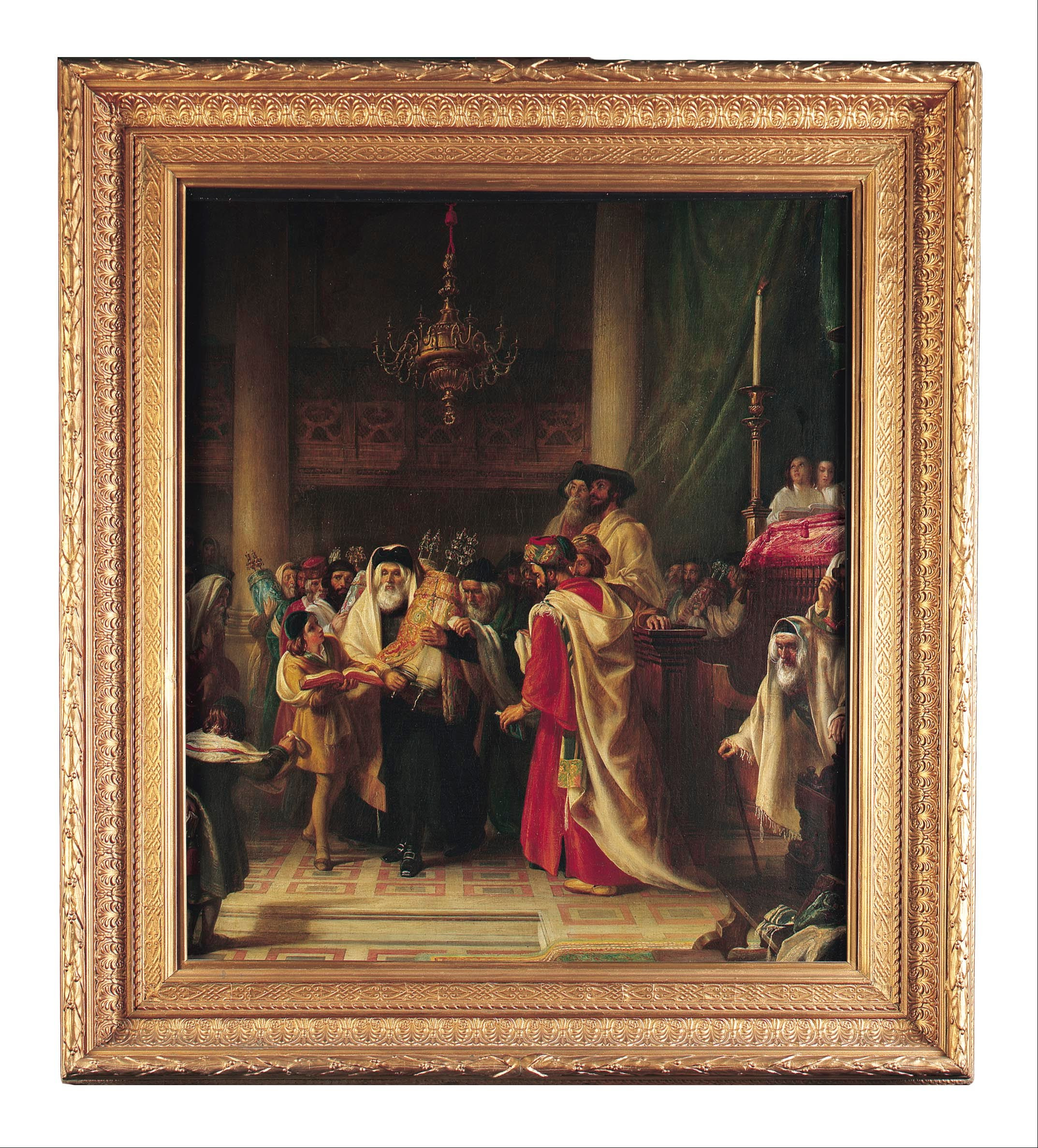
Procession of the Law, par Solomon Hart (en), 1845
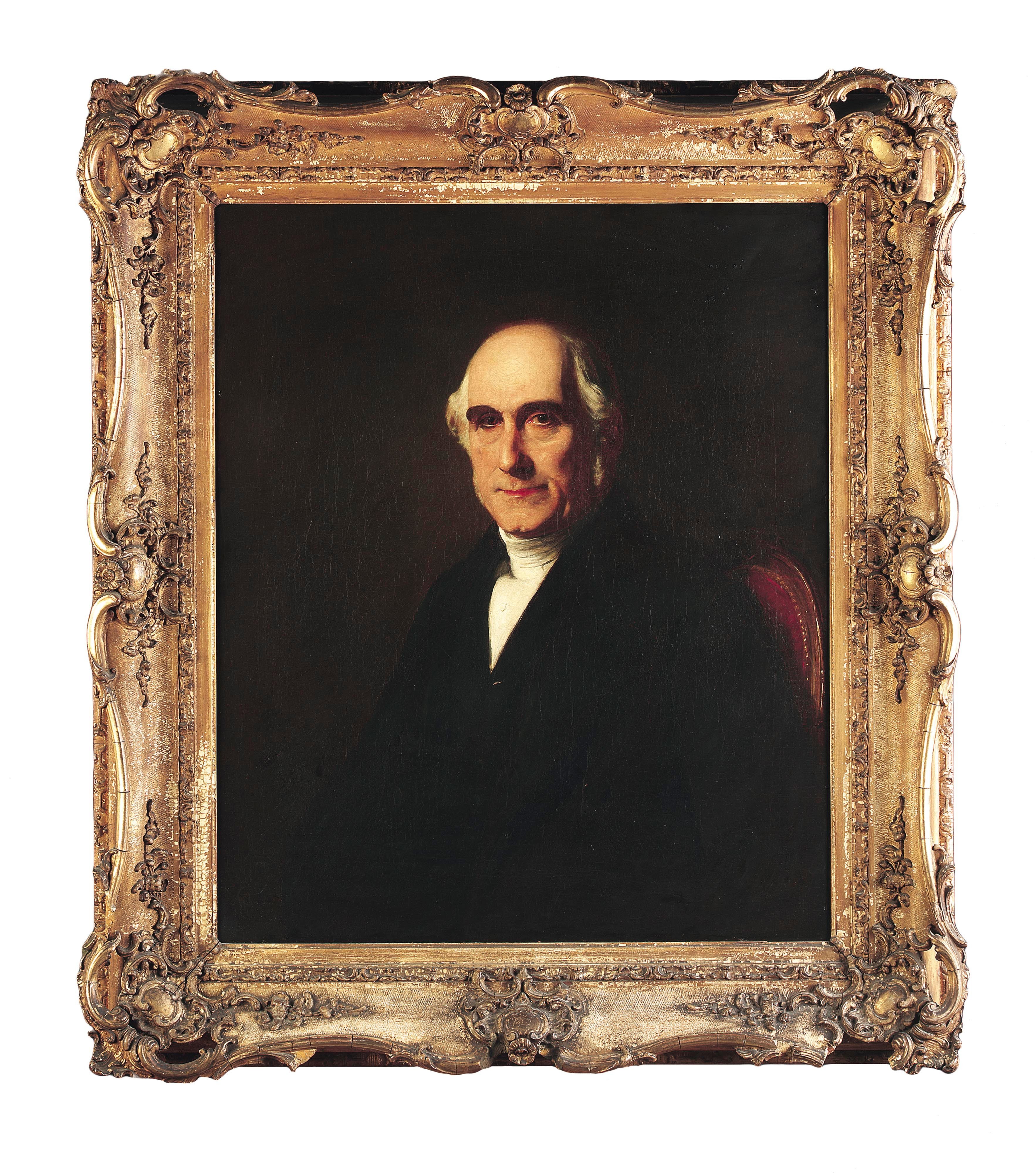
Nathaniel « Turnpike » Levy, par Abraham Solomon (en)

## Sources
- (en) Cet article est partiellement ou en totalité issu de l’article de Wikipédia en anglais intitulé « Jewish Museum (London) » (voir la liste des auteurs).